# Débat sur les organismes génétiquement modifiés
 (novembre 2015).
Pour un article plus général, voir Organisme génétiquement modifié.

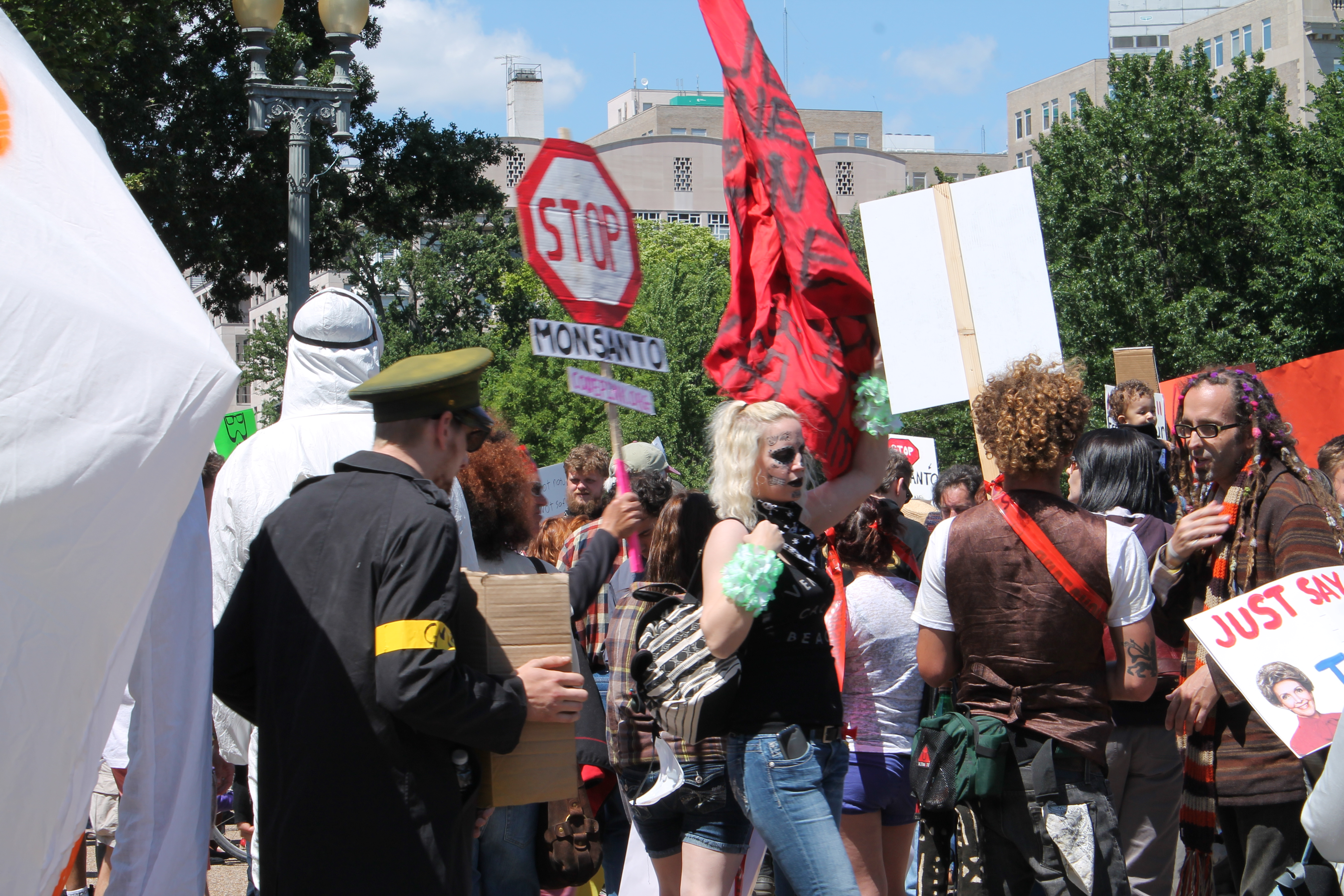
Les manifestations anti-OGM, Washington, DC

Les organismes génétiquement modifiés (OGM) provoquent de nombreux débats qui sont sortis des mondes agricole, économique et scientifique pour toucher les sphères politique, philosophique, médiatique et juridique.
Les débats sur les OGM concernent trois thèmes principaux :
- le bien-fondé des modifications génétiques par l'être humain ;
- les processus utilisés pour créer et expérimenter des OGM ;
- l'utilité et les risques dans leur domaine d'application.

## Évolution générale du débat
Les OGM sont source de grandes divergences d’opinion, qui conduisent à une absence de consensus au sein des opinions publiques nationales ; les craintes sur les risques sanitaires qu'ils pourraient entraîner et sur une éventuelle atteinte à la biodiversité entrent en conflit avec les avantages mis en avant des OGM. Tandis qu'il existe de multiples préoccupations au sein du public en ce qui concerne les risques relatifs à la consommation d'organismes génétiquement modifiés, un consensus scientifique relativement important se dessine sur le fait que les produits contenant des OGM ne posent pas plus de risque pour la santé que les produits conventionnels,,.

### Histoire du débat
Le débat sur les OGM, d'abord confiné au monde scientifique ou agricole s'est progressivement politisé sur deux principales bases d'arguments :
- une base éthique en raison, selon les opposants, d'incertitudes sur l'impact des OGM sur l'homme et l'environnement, puis de la brevetabilité du vivant.
- une base économique en raison, selon les opposants, de la domination du marché des OGM par un petit nombre de multinationales détenant les brevets des OGM et tentant par ce biais de prendre le contrôle de l'agriculture mondiale.

En France, le débat sur les OGM a été médiatisé par les actions des faucheurs volontaires d'OGM et de l'un des secrétaires généraux de la Confédération paysanne, José Bové.

### Acteurs du débat
Les acteurs du débat sur les OGM sont nombreux :
- En amont, il existe un débat entre scientifiques sur les risques et les avantages des OGM.
- Le débat s'est un moment focalisé au début des années 1990 entre les groupes industriels producteurs de semences (dont la société américaine Monsanto est devenu le symbole) et les associations anti-OGM.
- La sensibilisation du grand public a donné au débat un caractère politique, y compris au niveau national.

Le groupe de pression anti-OGM est très actif en Europe, et particulièrement en France, au Royaume-Uni en Allemagne, en Autriche, au Luxembourg, en Hongrie et en Suisse. Il n’a pas pris corps majoritairement dans l’opinion publique américaine, mais se manifeste également au Canada.
Les mouvements anti-OGM communiquent au public les risques présentés, selon eux, par la culture d’OGM en plein champ. Ils estiment que les autorités n’auraient pas suffisamment contrôlé les différents effets néfastes possibles des OGM.

## Débat éthique
Si le débat éthique se pose, à savoir la question de ce qui est bien pour l'homme, c'est parce que la science a comme principe la neutralité vis-à-vis des valeurs. C'est pourquoi dans le domaine des OGM, il est important de se demander ce qui est bon ou mauvais, mais surtout de se poser la question de la capacité de l'Homme à utiliser les OGM à bon escient. La question est alors: "Le progrès technique vaut-il un tel risque pour l'Humanité ?".

### Exemples de préoccupations
La Commission de l'éthique en science et en technologie du Québec relève des préoccupations éthiques relativement au processus de la transgénèse, comme :
- « La Commission est d’avis qu’avec l’industrie des OGM – notamment le rôle qu’y jouent les grands semenciers – et les contrôles qu’engendre la culture des plantes transgéniques, l’autonomie des producteurs agricoles risque d’être encore réduite si ce n’est éliminée. En contrepartie, elle note que la culture intensive est un choix que fait l’agriculteur qui s’accompagne de certaines contraintes qui ne sont pas exclusives aux cultures transgéniques.
- La Commission rappelle qu’au fur et à mesure que les lois se transforment pour tenir compte des nouvelles technologies, elles véhiculent une conception particulière de la vie. [...] La vie, comme matière inanimée, peut donc être l’objet d’ingénierie. La Commission considère que la perspective morale d’intégrité du vivant ne devrait pas s’appliquer à l’évaluation des aliments génétiquement modifiés. Elle est toutefois consciente des enjeux importants qui en découlent et qui, selon elle, devraient faire l’objet d’études multidisciplinaires plus approfondies.
- La Commission estime que la population peut se sentir exclue des processus décisionnels concernant les OGM. Dans une société démocratique, l’État ne peut prendre de décisions majeures sur le sujet des OGM sans que la population en soit partie prenante et sans qu’un débat public ait eu lieu sur le sujet. Elle s’est interrogée sur la façon dont la population pouvait être partie prenante aux décisions prises en matière d’OGM. »

### Critiques des OGM
Les militants anti-OGM développent leurs critiques sur plusieurs axes :
- Les OGM sont considérés comme étant contrôlés uniquement par des grands groupes industriels comme Monsanto ou Bayer Cropscience. Ces groupes, soumis à la pression des marchés, seraient suspectés de faire passer la rentabilité économique avant l'intérêt des populations.
- Les brevets sur le vivant et l'utilisation de plantes stériles pour forcer les paysans à racheter des graines sont aussi critiqués. Ces critiques ne sont assorties d'aucun exemple de plante génétiquement modifiée mise sur le marché qui soit stérile. Il s'agit donc d'une critique à priori : des plantes génétiquement modifiées stériles pourraient être mise sur le marché un jour, ce qui pourrait permettre de forcer les paysans à racheter les graines chaque année. D'autre part les règles de propriété intellectuelle des semences (brevet, certificat d'obtention végétale) s'appliquent également aux plantes non génétiquement modifiées. L'argument pro-OGM présentant les semences OGM comme une arme de la lutte contre la faim dans le monde est rejeté, car pour les anti-OGM, les problèmes économiques et politiques sont les principales causes de famine[7]. En ce sens, un rapport intergouvernemental, approuvé par 59 gouvernements et regroupant 700 experts, affirme que l'adoption massive des OGM du fait de la mobilisation de capitaux et de moyens humains aboutira à un ralentissement de la lutte de la faim dans le monde[8]. Ce même rapport affirme que les coûts élevés de la production d'OGM les rend plus rentables pour les gros producteurs que pour les petits producteurs.
- Les OGM sont cultivés principalement en monoculture intensive, ce qui appauvrit la terre en termes de fertilisation, de minéraux utilisables par les plantes, structure du sol et biodiversité du sol, etc[9].

### Défense des OGM
- Des avantages potentiels pour la santé :

Dans le domaine de la recherche médicale et de la production pharmaceutique, les OGM sont utilisés comme outils biotechnologiques pour la production de médicaments et de vaccins.  Il est important de noter que les OGM dans le premier cas ne sont pas ici le produit fini comme en agriculture, ils sont des intermédiaires technologiques qui ne sortent pas des laboratoires.  Le produit fini ne contient pas d'OGM.  Un exemple typique est la production d'insuline destinée aux diabétiques.  Le gène de l'insuline humaine est inséré dans le génome d'une bactérie qui produira alors l'insuline humaine qui sera purifié. Dans le cas de la production de vaccins, des plantes sont modifiées génétiquement en introduisant dans leur génome le gène d'un antigène viral non pathogène qui sera reconnu par le système immunitaire. Par exemple, l'industrie pharmaceutique a déjà mis au point des vaccins contre l'herpesvirus simplex de type II. Dans ce dernier cas, l'OGM est ingéré.
- Des avantages potentiels pour l'environnement :

Régénération biologique : à la suite d'une utilisation intensive depuis les années 1950-60, des terres qui a conduit à l'appauvrissement en minéraux, en micro-organismes, etc. L'utilisation des OGM devrait pouvoir réduire l'équilibre des sols pour l'utilisation.
Le professeur de biologie végétale Alain-Michel Boudet (UPS/CNRS) et membre de l’Académie des Sciences, qui ne condamne pas les OGM, juge que « la génétique, et singulièrement les OGM, nous amène à nous poser la question du rapport à la nature. Je remarque par ailleurs que les plantes hybrides, qui existent depuis longtemps, ne sont pas remises en question alors qu’elles sont obtenues par des mélanges de gènes beaucoup plus incertains quant à leurs agencements et à leurs conséquences. Est-ce la précision et la multiplicité dans la palette d’applications qui participent au rejet des OGM ? [..] mettre un gène de chien dans un maïs provoque a priori un rejet fort et une question sur l’ordre de la nature. Mais si cette transgénèse permettait de soigner des maladies graves et fréquentes, on sent bien que la limite de ce rejet serait largement repoussée. Cette idée qu’on ne touche pas à la nature, n’est pas une règle écrite par l’homme, et elle n’est pas fréquemment exprimée dans l’histoire. L’homme n’a jamais cessé d’avancer dans la maîtrise de la nature. On oppose, par exemple, les OGM au développement durable. Mais on peut aussi se poser la question d’OGM qui, comme beaucoup de techniques, seraient au service du développement durable, au service de la préservation de l’environnement. Si la progression de la connaissance et la maîtrise de la nature me semblent inexorables, le problème est de savoir si l’homme peut les utiliser pour son bien-être. »

## Débat sur les avantages supposés des OGM
Parmi les arguments en faveur des OGM, ressortent notamment les points suivants :
- augmentation possible des rendements grâce à un meilleur contrôle des insectes ou des mauvaises herbes ;
- diminution du coût des herbicides ;
- travail plus facile à gérer lors de la récolte ;
- rotation des cultures plus facile.

Les perspectives qu'ouvrent les OGM, et les biotechnologies en général, sont aussi présentées comme une des solutions au problème de faim dans le monde.

### Débat sur les rendements agricoles

#### Études montrant un rendement accru pour des semences OGM
Selon plusieurs études scientifiques, l’utilisation d’OGM permet d’accroître la productivité des surfaces cultivées des grandes cultures (céréales et oléagineux) comme le soja ou le maïs,,. En Inde le rendement du coton a doublé depuis les débuts des années 2000, et si le rôle des OGM reste difficile à isoler d'autres facteurs tels que les innovations en matière d'engrais ou de semence hybride ou bien la météo, un gain de 18 % de rendement à précipitation égale a été confirmé en 2011.

#### Études montrant un rendement comparable entre semences OGM et non-OGM
Certaines études sur les OGM actuellement utilisés montrent des rendements moyens équivalents entre les plantes OGM et les plantes classiques.
Une étude sur le rendement de trois semences génétiquement modifiées (un maïs et un soja tolérants aux herbicides et un maïs résistant aux insectes), de l'Union of Concerned Scientists, une association de scientifiques promouvant l'agriculture durable, parue en avril 2009, montre que ces OGM n'ont pas contribué, de manière significative, à l'augmentation du rendement agricole aux États-Unis : Parmi ces trois semences, seul un maïs BT permet des augmentations de rendement, mais ces augmentations (+ 7 à 12 %) ne sont significatives que dans des situations de fortes invasions. Ces situations étant marginales, l'augmentation moyenne est de 0,2 à 0,3 % par an, à comparer à l'augmentation moyenne annuelle d'environ un pour cent pour l'ensemble des cultures de maïs. Cette dernière augmentation globale est attribuable à l'amélioration des pratiques culturales.

#### Étude montrant un rendement inférieur des semences OGM
Un chercheur de l'université d'État du Kansas explique ainsi que ses travaux ont débouché sur la conclusion que la productivité de la variété de soja transgénique qu'il a étudiée est inférieure de 9 % à celle du soja non transgénique. Cependant ce chercheur déplore l'acharnement médiatique autour de cette recherche. Il précise dans un supplément d'information daté du 28 avril 2008 que cette recherche ne touche que deux variétés de soja dont l'une, et non pas l'unique, différence génétique était le transgène. Cette recherche conclu en une carence en manganèse dans le sol de la culture à très haut rendement étudié. Une fois cette carence comblée, on ne dénotait aucune différence significative dans la productivité des deux variétés étudiées.

#### Rendement agronomique et rendement économique
La plupart des associations de producteurs utilisateurs de semences OGM font état d'études indiquant un gain économique net au niveau de la production. Dans certains cas, les cultures présentent un meilleur rendement agronomique, soit du fait d'un désherbage simplifié et plus efficace permettant un recours accru aux TCS, soit d'une protection accrue voire totale contre certains ravageurs.
Même dans l'Union européenne où la culture des OGM est très limitée, un rapport officiel indique qu'« il apparaît en général de manière probante que les plantes Bt actuellement commercialisées peuvent apporter un avantage économique aux exploitants, puisqu'elles réduisent les besoins en insecticides et/ou augmentent les rendements ; l'ampleur des bénéfices varie toutefois selon les régions et les années ».
Actuellement dans le monde, la promotion des OGM commercialisables se fait essentiellement sur les possibilités de réduction du temps et du coût [de production], par simplification de l'itinéraire technique, et sur l'amélioration de certains points techniques (désherbage, protection contre certains insectes) en comparaison avec les cultures traditionnelles, plutôt qu'à un gain de rendement agronomique des semences utilisées.

### Effet sur l'utilisation des pesticides

#### Réduction des insecticides
Les OGM Bt résistent aux insectes, ce qui réduit, en théorie, le besoin de traitement. Ce point est confirmé par de nombreux travaux, notamment dans le rapport Benbrook financé par des organisations écologistes et favorable à l'agriculture biologique.

#### Utilisation des herbicides
L’étude du Dr Benbrook établit des projections de l’évolution de l’utilisation du glyphosate sur une période de 14 ans (de 2012 à 2025) dans les pays de l’Union 
européenne, en se basant sur l’expérience américaine. Pour ce faire, trois scénarios ont été développés pour chacune des cultures analysées (Scénario 1 : aucune autorisation du plantes GM-TH, Scénario 2 : autorisation des plantes GM-TH sans restriction, Scénario 3 : autorisation restreinte des plantes GM-TH.  Au total, l’utilisation du glyphosate pour l’ensemble des trois cultures devrait augmenter de 88 % dans le cadre du scénario 1. En tenant compte de la diminution de l’utilisation d’autres herbicides, l’utilisation totale d’herbicides devrait légèrement décroître. 
Selon le scénario 2, l’utilisation du glyphosate pour l’ensemble des trois cultures devrait augmenter de plus de 800 %, tandis que l’utilisation totale 
d’herbicides progresserait de plus de 70 %. Une adoption “restreinte” des OGM-TH dans le cadre du scénario 3 entraînerait tout de même une augmentation de 25 % de l’utilisation totale d’herbicides, tandis que celle du glyphosate augmenterait de 400 %.
Alors que dans les premières années d'utilisation de variétés génétiquement modifiées résistantes à un herbicide la consommation d'herbicides diminue, elle se met à augmenter dans les années qui suivent pour revenir au niveau de consommation initial voire le dépasser 

### Débat sur la lutte contre la faim
Les OGM sont parfois présentés comme la solution pour lutter contre la faim dans le monde.
Plus modérés, certains chercheurs font ainsi valoir que les PGM pourraient apporter une solution à la malnutrition d'une partie de la population mondiale, soit par l'augmentation de la productivité agricole ou encore l'accroissement de la valeur énergétique des aliments. Le site d'informations sur les OGM du gouvernement canadien, estime que les OGM ne peuvent pas résoudre à eux seul tous les problèmes de famine, mais que l'utilisation d'OGM résistant mieux aux insectes, par exemple, pourrait permettre d'envisager un accroissement de la production agricole en limitant les pertes causées par les ravageurs.
En é008, un chercheur du département britannique pour l'Environnement, la Nourriture et les Affaires Rurales, Robert Watson, déclare qu'à la question de savoir si les OGM peuvent résoudre la faim dans le monde, « la réponse simple est non ». Il spécifie, entre autres, « Nous devons stimuler l'économie des pays d'Afrique […] et y travailler pour rencontrer les standards de sécurité alimentaire ».
À l'inverse, des organisations écologistes soulignent que l'usage d'OGM à grande échelle participe au remplacement de l'agriculture vivrière par une agriculture de rente, qui menace l'indépendance et la stabilité des économies locales, et favorise l'accroissement des inégalités. Elles considèrent que les politiques commerciales associées (licences d'utilisation des semences) induiraient des risques économiques qui dépasseraient les avantages économiques attendus. Les OGM seraient notamment créateurs de déséquilibres entre agricultures des pays riches et des pays pauvres, et créeraient une situation de dépendance entre semenciers et agriculteurs,. Publié en 2008, un rapport intergouvernemental, approuvé par 59 gouvernements et regroupant 700 experts, va dans le même sens en affirmant que l'adoption massive des OGM, du fait de la mobilisation de capitaux et de moyens humains, aboutira à un ralentissement de la lutte de la faim dans le monde.

#### Avantages des OGM
Les partisans des OGM avancent notamment les arguments suivants :
Résistance des plantes aux climats difficiles
La recherche sur les OGM se porte actuellement sur le développement d'OGM pouvant être cultivés dans des conditions climatiques difficiles (sécheresse en particulier) qui permettraient de réduire les risques de sous-nutrition ou de famine. L'un des programmes les plus connus à ce sujet est le développement du Green Super rice par la Chine.
Ce type de transgenèse est annoncé depuis une trentaine d'années, leur absence sur le marché est dû à des contraintes biologiques.  Il ne s'agit plus "simplement" d'introduire un gène dans un génome, c'est tout un métabolisme qu'il faut réinventer.
Durée de vie des plantes
Selon Philippe Joudrier, président du groupe d'experts chargé de l'évaluation des OGM à l'Agence française de sécurité sanitaire des aliments (Afssa), la durée de vie moyenne d'une variété de plante cultivée par l’homme est de 3 à 7 ans, parce que, notamment, ses ravageurs évoluent constamment. Pour développer de nouvelles variétés, la création d’OGM par transgenèse est selon lui « la méthode la plus sûre, la plus fiable, parce qu'on sait exactement ce qu'on change dans la variété ».

#### Limites à l'efficacité des OGM
Certaines études contestent l'importance du surcroît de rendement apporté par les OGM.
Une autre limite à l'efficacité des OGM est la capacité d'adaptation des ravageurs (lire plus bas).

#### Risques
Les critiques des OGM développent également une argumentation économique pour contester les avantages des OGM dans la lutte contre la faim.

##### Risque d'une asymétrie entre pays
Un axe de critiques craint que les OGM ne provoquent des déséquilibres entre les agricultures des pays riches et celles des pays en voie de développement liés à une asymétrie possible du développement des OGM, tant au niveau de la recherche que de la production et de la commercialisation, selon les zones géographiques[réf. nécessaire].
Certains défenseurs des OGM répondent que, au contraire, en 2005, les plantes génétiquement modifiées étaient cultivées par plus de 8,5 millions de paysans dans le monde, dont 90 % dans des pays au développement avancé. Ces pays, notamment le Brésil, l'Inde, la Thaïlande et la Chine, mettent en place des programmes de recherche visant à développer une industrie génétique indépendante.

##### Risque de dépendance face aux semenciers
Une autre axe de critiques craint que le développement des OGM ne crée un lien des dépendance des agriculteurs vis-à-vis d'une petite nombre de grands semenciers internationaux. L'argumentation s'appuie sur le fait que les récoltes issues d'OGM protégés par un brevet sur la propriété intellectuelle ne sont pas réutilisables pour réensemencer l'année suivante, ce qui est d'ailleurs aussi le cas avec les semences non-OGM protégées par Certificat d'Obtention Végétale. Les grandes firmes de l'agrochimie, de la transformation et de la distribution agricole (BASF, Bayer CropScience, Dow Chemical, DuPont, Monsanto, Pioneer Hi-Bred, Syngenta), jouent un rôle de plus en plus important dans le contrôle et l’orientation de l'évolution du secteur agro-alimentaire et de la pharmacie dans les pays où les OGM sont cultivés sur des surfaces importantes (États-Unis, Argentine, Brésil, Canada, Inde, Chine, Afrique du Sud). Une agriculture nationale pourrait dépendre de quelques semenciers.
Selon une étude publiée en 1984, les agriculteurs des pays industrialisés sont déjà dans une situation de dépendance depuis les années 1970, du fait de l'utilisation de semences hybride F1 pour la majeure partie des productions.
Les risques socio-économiques liés aux OGM sont notamment dus, selon certains, à la disparition de l'agriculture familiale, plus respectueuse des réseaux économiques locaux.
Pour autant la situation de monopole des multinationales occidentale est à relativiser. En Inde des réseaux de production de semence OGM pirate existent et prospèrent, tirant les prix vers le bas. En Chine de nombreux OGM sont issus de la recherche publique, l'entreprise chinoise Biocentury Transgene, créée pour valoriser cette recherche chinoise concurrence fortement Monsanto en Inde et domine presque totalement le marché chinois. Au Brésil et en Argentine la plupart des producteurs de soja utilisent des semences pirates.

### Débat concernant les avantages pour l'économie
Le Service international pour l'acquisition d'applications agricoles biotechnologiques (ISAAA), organisation spécialisée dans le développement et le transfert des OGM dans les pays en voie de développement avec le soutien des principales industries de biotechnologie, estime en 2006 à 5,6 milliards de dollars la richesse créée en 2005 par les OGM pour les agriculteurs (soit un gain de 4 %).
Selon une étude menée par Eduardo Trigo pour le Conseil argentin pour l'information et le développement des biotechnologies, entre 1997 et 2002, les OGM ont créé 200 000 emplois en Argentine.
D'après le rapport 2006 de l'ISAAA, le développement des OGM a permis une baisse des prix des produits alimentaires. Selon le même rapport, les petits propriétaires des pays en développement seraient les principaux bénéficiaires de l'introduction des OGM.
Selon une étude de 2008, l'introduction de maïs OGM en France entraînerait un surcoût de 5 à 37 euros la tonne pour la filière conventionnelle, dû notamment à des contraintes traçabilité et de contrôle et d'éventuelles pertes en cas de trop forte contamination. Elle conduirait également à réduire les terres agricoles cultivables disponibles pour la filière biologique. Le programme de recherche de l’Union européenne sur la coexistence et la traçabilité (programme Co-‐Extra) affirme également en 2009 que « les coûts additionnels peuvent croître jusqu’à 13 % du chiffre d’affaires total pour un produit ».

## Débats sur les risques supposés des OGM
L'existence de risques liés aux OGM ne fait pas l'unanimité auprès de tous les acteurs du débat. En 2013 une synthèse de 1800 études montre que les travaux scientifiques sur les OGM de la dernière décennie convergent sur les points suivants :
- L'absence d'effet sur l'environnement.
- La réduction de la biodiversité provoquée par les cultures OGM n'est pas supérieure à celle provoquée par les cultures non GM, l'activité agricole avec OGM ou sans OGM a le même impact.
- Les transferts de gènes ne sont pas plus fréquents qu'avec les plantes non GM, ces dernières transférant déjà massivement leurs gènes dans la flore locale.
- Leurs consommation est sans danger pour les animaux et les humains.
- Leurs valeurs nutritives sont au moins égales aux produits non GM.
- Aucune nouvelle allergie n'a été identifiée.

D'après les auteurs de cette synthèse, un véritable consensus scientifique est maintenant mature sur la question des OGM : « Nous croyons que l’ingénierie génétique et les cultures GM doivent être considérées comme des options importantes dans l'effort pour atteindre une production agricole soutenable ».

### Débat méthodologique sur la qualité des études scientifiques et des procédures d'évaluation et d'autorisation

#### Restrictions imposées à la recherche
Un groupe de 26 scientifiques américains jugeaient en février 2009 qu'« aucune recherche véritablement indépendante ne peut être légalement conduite sur beaucoup de questions critiques » compte tenu de l'attitude des producteurs de semences génétiquement modifiées. Ces sociétés seraient très réticentes devant les recherches effectuées sur leurs produits : se prévalant de leurs brevets, elles soumettent leur autorisation à effectuer des études à des conditions que les scientifiques indépendants ne peuvent pas toujours accepter, ou la refusent d'emblée.
Ces restrictions ont également une influence sur le processus législatif : dans une tribune, Corinne Lepage dénonce la confidentialité des données scientifiques des études sur lesquelles se prononce l'EFSA. Les institutions se voient ainsi réduites à prendre des décisions à partir d'études scientifiques dont les données, protocoles et interprétations sont gardés secrets.
Ces critiques ont été renouvelées en 2012, à l'occasion d'une étude (retirée un an plus tard) portant sur la toxicité supposée du maïs NK603. Des critiques des auteurs de l'étude, des scientifiques (donc beaucoup sont liés à l'organisation ayant financé l'étude en question) et de personnalités politiques ainsi que du gouvernement français se sont élevées pour souligner la nécessité de revoir les procédures d'évaluation et d'autorisation telles que menées par l'EFSA. Un communiqué du ministère de l'Agriculture indique ainsi que « le Premier ministre a demandé au ministre de l'Agriculture, de l'Agroalimentaire et de la Forêt, à la ministre de l'Écologie, du Développement durable et de l'Énergie et au ministre délégué chargé de la Consommation de porter au niveau européen la demande du Gouvernement d'une remise à plat du dispositif communautaire d'évaluation, d'autorisation et de contrôle des OGM et des pesticides. Dans ce contexte, la détermination du Gouvernement pour maintenir le moratoire en France des OGM autorisés à la culture dans l'Union européenne est réaffirmée. ». Un docteur en médecine militant au sein du réseau antiOGM de l'association inf'OGM et de France nature environnement prétend avoir mis en évidence les nombreuses lacunes des pratiques scientifiques d'expertise que mène l'EFSA. On peut remarquer cette publication repose entièrement sur l'utilisation de test statistique à 10 % d'erreur, sous prétexte de « ratisser » large. Cette affirmation est en totale contradiction avec celle de nombreux experts qui soulignent au contraire la nécessité de rendre les tests plus rigoureux avec un seuil de significativité de 1 %. D'après le scientifique Valen Johson 17 % à 25 % des publications à 5 % seraient fausses, avec un seuil double la proportion des travaux faux seraient aux moins deux fois supérieurs (il est à noter que cette donnée n’est pas spécifique aux publications relatives aux OGM mais concerne les publications scientifiques en général).
À l'occasion de l'évaluation de l'étude Séralini, l'ANSES vient souligner la nécessité de mener des études financées publiquement sur les effets à long terme de ce type d'OGM : « le vif débat public suscité par la publication d'un travail de recherche interrogeant les potentiels effets long terme d'un OGM associé à une formulation phytosanitaire courante montre la nécessité de consolider encore les connaissances scientifiques dans ce domaine » et d'appeler à la « mobilisation de financements publics nationaux ou européens dédiés à la réalisation d'études et de recherches d'envergure visant à consolider les connaissances scientifiques sur des risques sanitaires insuffisamment documentés. »

#### Risques de conflits d'intérêts
Une étude réalisée en 2016 par l'Institut national de la recherche agronomique montre qu'une proportion significative des recherches scientifiques menées sur les OGM est entachée de conflits d'intérêts. En analysant un corpus de 672 articles scientifiques consacrés aux OGM, publiés entre 1991 et 2015, l'INRA parvient à deux conclusions : d'une part, 40 % de ces articles témoignent de conflits d'intérêts, et d'autre part ces conflits d'intérêts ont une influence majeure sur le résultat des publications, puisque « quand conflit d’intérêts il y a, les conclusions ont 49 % de chances d’être plus favorables aux intérêts des industries semencières ». Les chercheurs de l'INRA ont pris conscience de ces conflits d'intérêts en relevant simplement les déclarations des auteurs de publication, qui indiquaient des liens avec les industriels Monsanto, Bayer, Syngenta, Dow AgroSciences et DuPont Pioneer. Cependant, ce conflit d'intérêts connu « ne représente que le sommet de l’iceberg. Car seuls 7 % des articles contenaient une déclaration d’intérêts des auteurs. Quid des autres ? Par ailleurs, certains liens avec les industriels, susceptibles d’avoir un impact notable, sont rarement déclarés et n’ont pas pu être pris en compte. Comme le fait d’être membre du conseil scientifique d’une firme, consultant ou détenteur de brevets ».

### Débat sur les risques environnementaux

#### Diffusion des gènes et substitutions d'espèces
Selon les opposants aux OGM, des risques existent de diffusion des gènes modifiés par croisement entre OGM et plantes cultivées ou sauvages, ou par la domination progressive des plantes améliorées, ceci pouvant provoquer un risque d'atteinte à la biodiversité si le gène inséré confère à l'organisme un avantage sélectif par rapport à son équivalent non modifié. Cette dissémination des gènes insérés dans les populations naturelles peut éventuellement octroyer un avantage sélectif à certaines espèces. Ainsi, les États-Unis, le Canada, le Royaume-Uni et le Japon ont déjà constaté cette dissémination dont l'origine provient non seulement de champs de plantes cultivées OGM mais aussi de chute de graines de camions lors de leur transport.
Certains éléments vont cependant dans le sens d'une relativisation de ces craintes.
Premièrement, les effets dépendent fortement des effets du gène inséré. Pour un gène conférant un avantage aux plants sauvages, par exemple en les protégeant contre un parasite, ceci pourraient conduire à la disparition d'espèces occupant les mêmes niches écologiques. Par contre, un gène conférant une résistance au glyphosate n'aurait aucun intérêt hors champs et conduirait à un désavantage par rapport aux plantes sauvages, les plants modifiés devant produire une protéine supplémentaire inutile[réf. nécessaire].
Deuxièmement, deux cas semblent démontrer que des transgènes disséminés dans la nature par « pollution génétique » ne le sont pas forcément de manière irréversible (au moins pour le colza et le maïs) :
1. Le premier cas porte sur des variétés locales de maïs de la province mexicaine d'Oaxaca. Une étude publiée en 2001 dans la revue Nature avait montré la dissémination du gène modifié dans les variétés locales de maïs (affaire Quist et Chapela)[66]. Une nouvelle étude réalisée en 2003 et 2004 et mentionnée dans une nouvelle lettre à Nature en 2005[67] n'a pas retrouvé de trace de ces gènes modifiés. Aucune explication ne semble faire l'unanimité[68].
2. Le cas d'une expérience de contamination croisée avec une crucifère parente du colza (la ravenelle, dont on sait qu'elle se croise assez facilement avec le colza). L'INRA a mené en 2000 une étude sur la création spontanée d'hybride. Une partie des essais a été détruit par des militants anti-OGM mais le reste des données a permis de conclure que, sur « 190 000 plantes issues des ravenelles récoltées, une seule était un hybride présentant la résistance à l’herbicide ». Les chercheurs ajoutent que « la probabilité qu’une semence soit un hybride se situe entre une chance sur 10 000 000 et une chance sur 33 000 »[69].

Une étude australienne conclut à un très faible risque de croisement entre le colza et des plantes proches parents.
Un autre type de crainte provient de la durée de vie de certaines graines OGM. Selon un article de la revue scientifique de référence Nature en avril 2008, en Suède, sur une parcelle expérimentale de culture de colza OGM datant de 1998, des graines ont continué à germer et produire des plants transgéniques au moins jusqu'en 2008, c'est-à-dire durant 10 ans, bien que les chercheurs aient chaque année désherbé, déchaumé et arraché chaque plant survivant de colza. Cependant le phénomène des repousses de colza n'est pas propre aux OGM mais à la plante, il est contrôlable par rotation agronomique.
Sur canola (colza) les repousses fréquentes peuvent se croiser quelques années plus tard avec une autre variété de canola résistante à un autre herbicide, d'où l'apparition de plantes multi-résistantes souvent indésirables. Elles peuvent encore être éliminées par l'utilisation d'un herbicide conventionnel comme le 2,4 D.

#### Impact sur la faune et la flore sauvage
Les opposants aux OGM pointent les possibles impacts sur la faune et flore sauvage, en particulier sur les abeilles, papillons et autres pollinisateurs et/ou herbivores susceptibles de consommer des plantes transgéniques.
Des études montrent qu’une exposition prolongée au pollen de maïs Bt affecte le comportement et la survie du papillon monarque(Danaus plexippus).
Malgré les suspicions des apiculteurs, l'EFSA conclue à l'innocuité sur les abeilles des plantes Bt résistantes aux insectes. Les apiculteurs et consommateurs évoquent la présence éventuelle de pollen de maïs Bt dans le miel.

#### Résistances adaptatives

##### Insectes
Des utilisateurs potentiels d'OGM craignent l'apparition de résistances adaptatives chez les insectes. En 2007, le "National cotton council" et la "Cotton Fondation" aux États-Unis étudient avec attention l'adaptation d'insectes (punaises, papillons, coléoptères) au Bt, après avoir détecté en 2000 quelques rares individus d'espèces ravageuses porteurs de gènes de résistance. Puis des phénomènes plus importants, et chez d'autres espèces, ont été identifiés, par exemple chez le ravageur Helicoverpa zea qui attaque le coton ou la tordeuse du tabac Heliothis virescens ou Pectinophora gossypiella dont certains individus se sont adaptés (en champs et au laboratoire) à une ou plusieurs formes de protéines Bt émis par le coton ou tabac génétiquement modifié pour leur résister. Ce risque était prévu par les fabricants d'OGM qui pensent pouvoir le diminuer si les agriculteurs respectent bien le maintien des zones-refuges sans OGM recommandées autour des cultures transgéniques. Il semble que la pratique des bandes-refuges s'affaiblisse après quelques années, les agriculteurs n'étant plus motivés pour les maintenir, et le contrôle étant faible. D'autre part, le retour plus fréquent des cultures Bt dans la rotation (maïs/maïs ou maïs/soja) créée la pression de sélection constante qui, à terme, entraîne l'apparition d'insectes résistants de manière probable ; il semble que ce soit déjà fait aux États-Unis. 
Une autre piste étudiée est d'associer des inhibiteurs de protéase au Bt pour en renforcer sa toxicité à l'encontre d'espèces d'invertébrés qui commencent à y résister. Les lignées hautement résistantes (une des souches est devenue 100 fois plus résistante, en laboratoire après une sélection sur seulement 11 générations) ne semblent pour le moment pas stables dans le temps (l'acquisition de la résistance s'accompagnant d'une moindre réussite dans la reproduction des générations).
Un problème similaire d'apparition de résistance adaptative existerait également avec les gènes de sélection. Ces derniers sont des gènes insérés en même temps que le gène d'intérêt, mais dont le rôle est de permettre la sélection des cellules modifiées. Les gènes de résistance à un antibiotique peuvent être utilisés dans ce but. Ils correspondent à des gènes conférant la résistance à un antibiotique donné et qui ne sont plus utilisés dans les secteurs de la santé humaine ou animale (les bactéries colonisant l'homme et les animaux sont à 90 % résistants à ces antibiotiques, d'où l'arrêt de leur utilisation en santé publique). Des risques, bien que de probabilité extrêmement faible, sont liés à la diffusion de ces gènes de résistance à d'autres espèces, et l'apparition de nouvelles résistances aux antibiotiques chez les bactéries pathogènes pour l'homme et l'animal. Dans tous les cas, ces questions se posent pour toutes les OGM antérieures à 2005 puisqu'à partir du 1er janvier 2005, ces gènes marqueurs sont interdits.

##### Adventices
L'utilisation dominante des variétés "RR" résistantes au glyphosate entraîne, par l'application d'une pression de sélection forte sur les adventices, et du fait de l'utilisation d'une seule matière active, la sélection d'adventices résistantes, phénomène bien documenté,, en particulier par l'Académie américaine des sciences. Le problème est plus aigu lorsque la rotation contient plusieurs plantes RR (soja - maïs par exemple) puisque la pression de sélection devient continue dans ce cas. Pour le canola (colza), il existe plusieurs matières actives (glyphosate, glufosinate et imidazolinone), on pratique la rotation agronomique, et on ne connait pas de résistance au glufosinate, ce qui réduit le risque dans l'immédiat. Cela n'encourage pas la mise sur le marché de blé RR qui pourrait conduire à des rotations entièrement RR.
Il n'y a pas eu de transfert du gène de tolérance au Roundup par croisement sexué entre le soja et l'amarante, principale adventice résistante apparu dans les champs de soja RR car ces deux plantes ne sont pas inter-fécondables. En fait, des variants naturels de l'amarante résistants au Roundup auraient été sélectionnés par l'utilisation intensive et répétée de Roundup sur ces cultures de soja OGM. En pratique c'est une multiplication du gène de l'enzyme cible du glyphosate (jusqu'à 160 fois) qui explique l'acquisition de résistance : une dose de plus en plus forte est nécessaire pour bloquer toute la chaîne métabolique. D'après cette étude cosigné par plusieurs chercheurs de Monsanto ce mécanisme menace la durabilité du l'efficacité de la technologie RR.
Selon une étude canadienne évaluant l'usage de dix années d'OGM résistants aux herbicides, des transferts de gène de résistance au glyphosate vers des plantes sauvages apparentées ont été constatés dans l'est du Canada entre du canola cultivé et sauvage. Les scientifiques précisent que la variabilité génétique du colza sauvage n'est pas affecté du fait qu'aucun pression de sélection par des traitements au glyphosate n'apporte d'avantage évolutif au individus ayant acquis le gène de résistance.
Il faut noter que des adventices résistantes au glyphosate existent également en France et en Espagne, pays où on n'a pas cultivé d'OGM résistants à des herbicides, mais dans des proportions toutefois dix fois moindres pour la France et moitié moindre pour l'Espagne qu'aux États-Unis.

#### Modification de l'équilibre des populations d'insectes
Selon une étude parue dans la revue Science, la diminution de l'utilisation d'insecticides liée à la culture de coton Bt en Chine a permis le développement de populations de punaises (myridés) qui, n'étant pas des lépidoptères, ne sont pas atteintes par les variantes de toxine Bt utilisé dans le coton OGM, prolifèrent dans les champs de coton et atteignent les cultures adjacentes, d'où la nécessité de retraiter en conventionnel.
En 2006 une étude jointe entre le « Center for Chinese Agricultural Policy », l'académie des sciences chinoise et l'institut Cornell soulignait que l'absence de refuges aux alentours des cultures OGM en Chine(zone de plantation de culture non-OGM où l'agriculteur utilise des pesticides à large spectre pour empêcher l'apparition de population résistante au cotton Bt) avaient permis à des insectes non ciblés par la toxine Bt de se développer et attaquer le coton.

#### OGM et produits chimiques de synthèse
Les promoteurs des OGM disent que le développement de semences OGM réduit le recours aux produits chimiques dans l'agriculture, pesticides et engrais.  Selon l'ISAAA, 962 millions de kilos de CO2 n'ont pas été émis grâce aux OGM en 2005 et 356 millions de litres d'essence ont été économisés grâce à une meilleure organisation des récoltes et des traitements. Les répercussions sur l'environnement, mesurées par l'indicateur de l'Environmental Impact Quotient, ont été réduites de 15,3 % entre 1996 et 2005. L'utilisation de produits chimiques a été réduite de 7 %, ce qui correspond à 224,3 millions de kilos de produits qui n'ont pas été déversés en 2005 grâce aux OGM. La moindre utilisation d'engrais ou d'insecticides réduit la nocivité des aliments pour la santé humaine.
Les opposants aux OGM soutiennent la thèse inverse. L'acquisition par une plante d'une résistance à un herbicide donné permet d'épandre cet herbicide plus largement sur les cultures avec les risques sanitaires inhérents. C'est le cas du couple formé du soja OGM Roundup ready couplé à l'herbicide Roundup de Monsanto.
- Dans le détail, dans le cas des OGM résistants à un herbicide, on substitue à un herbicide comportant plusieurs matières actives (en plusieurs passages) un autre herbicide contenant une seule matière active (en deux passages habituellement), très étudié et peu rémanent, pour une meilleure efficacité de désherbage. Cependant tous les herbicides présentent une toxicité propre (aigüe et chronique), et de plus leurs produits de dégradation, ou encore leurs adjuvants, peuvent aussi poser problème, comme pour le glyphosate avec l'AMPA. Le glyphosate est l'herbicide le plus utilisé dans le monde, et pas seulement pour les cultures OGM, mais aussi pour des usages non agricoles comme le désherbage des voies ferrées. Rien qu'en Europe où l'on ne cultive pas d'OGM résistants à un herbicide, on utilise environ 10 000 tonnes de glyphosate[92].
- Les principales cultures modifiées génétiquement pour tolérer un herbicide sont : le maïs-grain, le soja, le coton, le canola (colza), la betterave sucrière, le lin, la luzerne, le riz[93].
- Pour les OGM produisant une toxine insecticide interne Bt, on substitue plusieurs pulvérisations d'insecticides destinées à éliminer les formes volantes de deux insectes (pyrale du maïs: Ostrinia nubilalis et noctuelles du maïs ou sésamie: Sesamia nonagrioides) dont la prolifération relative doit être contrôlée en permanence pendant la période sensible, par rien, avec une bien meilleure efficacité. D'où un avantage environnemental évident, a priori. La plupart des insecticides sont des organochlorés, des organophosphorés ou des carbamates dont la toxicité sur l'homme et le milieu naturel est significative.
- Les principales cultures OGM Bt sont le maïs et le coton[94].

### Débat sur les risques de santé publique
Dans le cadre du débat sur les OGM et la santé publique, il faut distinguer
les risques liés :
- aux gènes
Les gènes des OGM sont constitués des mêmes acides nucléiques (support matériel des gènes) que les plantes normales, et ne sont donc aucunement toxiques.
- à l'expression de la protéine
les protéines produites pourraient présenter des risques de toxicité ou d'allergéicité dû, par exemple, à un repliement incorrect.
- à la transgénèse
si l'introduction du gène dans l'ADN est aléatoire, il se peut que cette insertion affecte l'expression d'autres gènes. Dans le cas de transgénèse par recombinaison homologue, aucun effet n'est attendu.

#### Question de la toxicité
Pour l’OMS, les OGM « qui sont actuellement sur les marchés internationaux ont passé avec succès des évaluations du risque et il est improbable qu’il[s] présente[nt] un quelconque risque pour la santé humaine ». En outre, le Conseil international pour la science, qui fédère les organisations scientifiques faisant autorité dans tous les domaines, a considéré dans une étude publiée en 2003, que la consommation des OGM contemporains est sans danger. Il précise toutefois que les effets à long terme restent inconnus.
Selon Clive James, directeur de l'ISAAA, il n'y a pas de nocivité constatée des OGM végétaux commercialisés. Il déclarait en janvier 2006 : « Trois cents millions de personnes en mangent aux États-Unis et au Canada depuis 10 ans, et il n’y a jamais eu l’ombre d’un problème ». En outre, il rappelle que cette absence de nocivité pour la santé des OGM doit s'évaluer en comparaison aux risques avérés d'autres éléments présents dans les produits alimentaires : colorants, conservateurs ou résidus de pesticides.
Dans le cas du maïs, les pyrales  favorisent l'infestation par des champignons tels les Fusarium, responsables de la présence de mycotoxines présentant des dangers avérés.

##### Séraliniet al., 2012
En septembre 2012, la revue américaine Food and Chemical Toxicology publie une étude dirigée par le professeur français Gilles-Éric Séralini, démontrant selon les auteurs la dangerosité du maïs génétiquement modifié NK 603 sur des rats nourris pendant deux ans avec ce dernier. Certains ont aussi reçu de faibles doses de Roundup, et d'autres ce même maïs traité avec ce pesticide. Dans ces trois cas, et quel que soit le genre des rats, ils développent de multiples pathologies, souffrent beaucoup plus de tumeurs et meurent bien plus que les rats nourris uniquement avec du maïs non transgénique. En novembre 2013 la revue retire l'étude, une relecture en détail ayant mis en évidence la "non-conclusivité" des résultats. La même revue publie dans son édition de janvier 2014 une étude chinoise très comparable mais mieux conçue (groupe de 60 rats, surveillance de la prise alimentaire et du poids), les auteurs concluent que l'OGM testé (un riz comportant deux traits) est sans danger pour les rats.
Cette étude à fort impact médiatique relance le débat sur les OGM. Mais ces résultats sont cependant remis en question par une grande part de la communauté scientifique à la vue de certaines lacunes que présente, selon eux, l'étude ; l'Association des journalistes scientifiques de la presse d'information (AJSPI) condamne également la clause de confidentialité imposée par l'équipe de Gilles-Eric Séralini, qui réservait l'exclusivité de l'information au Nouvel Observateur à condition qu'il renonce à recueillir l'avis d'autres scientifiques sur cette étude, « ce qui visait clairement à obtenir une présentation biaisée de cette étude, dénuée de tout regard critique ou simplement compétent ». Le 28 novembre 2012 l'EFSA rend ses conclusions définitives. L'agence confirme son avis initial sur l'étude, à savoir que les lacunes importantes constatées dans la conception et la méthodologie de l'article implique que les normes scientifiques n'ont pas été respectées et que par conséquent un réexamen du dossier d'homologation du NK 603 n'est pas justifié. L'agence note que Séralini lui-même admet que les rats sont trop peu nombreux pour évaluer l'incidence des tumeurs, ce qui est incompatible avec les conclusions qu'il défend dans l'étude. On peut néanmoins noter que l'EFSA est régulièrement l'objet de critiques : cette institution est régulièrement accusée de conflits d'intérêts et elle est susceptible d'être remise en cause pour sa trop grande proximité avec l'industrie agro-alimentaire,. Une association a ainsi mis en évidence, une « double approche » de la part de l'EFSA : sévère avec l'étude Séralini et plus laxiste avec des études favorables aux OGM.

#### Question des allergies
D'après le site interministériel sur les OGM, « Les études réalisées ne permettent pas de conclure si les aliments issus d'organismes génétiquement modifiés (OGM) sont plus ou moins allergisants que les aliments traditionnels correspondants ».
Il est cependant possible que certains OGM  provoquent des allergies alimentaires, « soit par insertion d'un gène qui conduirait à la synthèse d’une protéine allergénique, soit par modification du fonctionnement du métabolisme ou de certains gènes de l’organisme receveur générant la production d’une nouvelle protéine susceptible de provoquer des allergies. » et certains programmes d'OGM ont en effet été arrêtés pour des raisons d'allergie :
- Dans l'exemple de la transplantation d'un gène de la noix du Brésil (améliorant la teneur en acides aminés soufrés dont la méthionine) dans le génome d'un soja destiné au fourrage, il s'est révélé que la protéine codée par le gène inséré était responsable de l'allergie à la noix du Brésil chez l'Homme. Même si la consommation de fourrage n’est pas une habitude de l’alimentation humaine, cette plante génétiquement modifiée s'est arrêtée au stade du laboratoire et ne sera donc jamais commercialisée (le principe de précaution prévalant)[108].
- Un cas similaire s'est produit avec un pois génétiquement modifiée surexprimant un inhibiteur d'alpha-amylase. Lors des tests, l'obtenteur s'est rendu compte que cette protéine provoquait des lésions de type immunitaire chez le rat. Le programme a donc été arrêté[109].

Les défenseurs des OGM soulignent que les nouvelles variétés obtenues par OGM ne provoquent pas plus d'allergies que celles obtenues par d'autres techniques que la transgénèse :
- L'AFSSA concluait dans un rapport en 2006 que « il ressort qu’en l’état actuel des connaissances, les plantes génétiquement modifiées ne présentent pas plus de risque que les plantes obtenues par des méthodes conventionnelles en ce qui concerne le potentiel allergénique. »[110]
- En 2006, une étude de Kleter et alii a démontré qu'un croisement conventionnel entre des variétés pouvaient conduire à l'apparition de protéines allergéniques. (Cf. rapport de l'AFSSA sur les allergies, 2006).

Les défenseurs des OGM soulignent également que certaines études plaident pour une certaine innocuité des OGM en termes d'allergies.
- Expérimentalement, une étude récente a prouvé l'absence d'allergénicité spécifique aux lignées de maïs et soja transgéniques testées[111]. Les chercheurs portugais signataires de l'article préconisent cependant la mise en place en routine de tests d'allergénicité et de sensibilisation des aliments après leur mise sur le marché.

#### Réglementations et méthodes de tests
Aux États-Unis et au Canada, les autorisations de mise sur le marché des OGM par la FDA, l'EPA, l'USDA et l'ACIA reposent essentiellement sur l'établissement de l'équivalence en substance appelé principe d'équivalence en substance qui met en œuvre les méthodes permettant le dosage des différents constituants biochimiques présents dans les organismes GM comparativement aux témoins. Si des différences significatives apparaissent, alors des tests complémentaires sont alors réalisés. Cette philosophie se base entre autres sur le fait que le risque est considéré comme faible a priori, puisque les OGM ne sont que des cellules dans l'ADN desquelles un gène (une protéine) a été inséré, et que le mélange des caractéristiques génétiques de deux produits pour en obtenir un troisième existe depuis plus d'un millénaire (greffes de branches sur des plantes, par exemple)[réf. nécessaire].
La réglementation européenne prône une philosophie différente et demande ces tests pour toute mise sur le marché (tests de toxicité aiguë, sub-chronique et d'alimentarité)[réf. nécessaire]. On peut remarquer cependant que certains aliments ou ingrédients conventionnels courants comme le poivre ne passeraient pas l'épreuve de ces tests s'ils leur étaient appliqués.

### Débat sur l'interférence avec l'agriculture non-OGM
Du fait des possibilités de dissémination non maîtrisée des gènes et des mélanges de semences dans les circuits d’approvisionnement-distribution, la culture de plantes OGM peut conduire à détecter la présence de transgènes dans des denrées où leur présence n'a pas été voulue par les producteurs. Dans l'Union européenne, des seuils de présence fortuite d'OGM sont prévus.

#### Agriculture biologique
Jusqu'au 31 décembre 2008, les critères d’attribution des labels « produit issu de l’agriculture biologique » définis par la Commission européenne et la marque AB en France fixaient un seuil de 0 % de contenu OGM, ce qui rendait incompatible la labellisation de produits biologiques cultivés à proximité de cultures OGM, en raison de croisements accidentels. De tels déclassements ont déjà eu lieu au Canada, aux États-Unis et en Europe (cf. le cas de Kochko). Depuis le 31 décembre 2008, est entré en vigueur le règlement du Conseil de l'UE n°834/20007 qui autorise la présence fortuite ou techniquement inévitable » d'OGM à hauteur de 0,9 % dans les produits bio. Au-delà de ce seuil, ces aliments doivent être étiquetés comme contenant des OGM et ne peuvent donc pas être vendu comme produit issu de l'agriculture biologique. Ce seuil est le même que celui en vigueur pour l'obligation d'étiquetage des aliments. En deçà, aucune indication au consommateur n'est prévue.

#### Apiculture
Une étude nord-américaine conduite (en plein air) par l'EPA (National Health and Environmental Effects Research Laboratory), l'United States Geological Survey et la Dynamac Corporation, publiée en septembre 2004 a montré une large diffusion d'une pollen transgénique d'Agrostis stolonifera, lequel s'est montré en une saison capable de féconder des plantes de la même espèce situées jusqu'à 21 km (sous le vent dominant des parcelles "sources"), produisant alors des hybrides viables et résistants au glyphosate. Cette étude, la première à démontrer l'existence d'une Pollution génétique à grande distance chez des herbacées, peut laisser craindre une dissémination de pollens transgéniques chez d'autres espèces et à large échelle.
En France, les apiculteurs du syndicat UNAF protestent contre la contamination du miel par le pollen de maïs MON 810. Ils se réfèrent à une décision de la Cour de Justice de l'Union européenne énonçant que « du miel contenant du pollen issu d'un OGM ne peut être commercialisé sans autorisation préalable », décision rendue à la demande d'un apiculteur allemand,.
L'UNAF, avec d'autres ONG, avait déjà demandé la prolongation de l'interdiction française de culture du MON 810 - obtenue en 2008 puis suspendue en 2011, pour être ré-instituée en 2012,.

## Réflexions sur les débats

### Réflexions sur le débat scientifique
Selon une étude de Sylvie Bonny (INRA) parue dans l'Electronic Journal of Biotechnology, l'opposition est plus forte aux OGM en Europe et tout particulièrement en France. Cela s'expliquerait par un débat focalisé sur les risques et non sur les avantages. Les medias de masse ont adopté selon elle une posture critique ou même négative, qui expliquerait en partie l'opposition de la société civile. Elle souligne par ailleurs la publicité que les médias ont fait aux mouvements dénonçant les OGM et estime que c'est en 1997-1998 que les médias ont adopté cette posture anti-OGM. À partir de ce moment-là, pour Sylvie Bonny, le débat des OGM n'est plus couvert par des journalistes scientifiques. Cela expliquerait la méconnaissance des avantages des OGM.
Plusieurs chercheurs se sont prononcés pour que la question des OGM reste scientifique. Jean de Kervasdoué, agronome et économiste, considère dans Les prêcheurs de l'apocalypse que les médias français sont anti-OGM et empêchent la tenue d'un véritable débat scientifique. Il écrit ainsi que « Quand les présentateurs du journal télévisé parlent d'OGM, j'ai l'impression que Mars attaque. » Claude Allègre, géochimiste et ancien ministre, souligne également, dans Ma vérité sur la planète, le manque de traitement scientifique de la question et les préjugés qui règnent. Il écrit que « La répulsion de certains contre les OGM touche au fanatisme » et considère que la lutte anti-OGM est devenue une « religion » avec ses « dogmes ». Dans une émission de France 2, selon Marcel Kuntz, « un torrent de contrevérités et de manipulations fut déversé sur les téléspectateurs ». En restant sur le mode scientifique mais en incluant des questions de développement agricole et de biodiversité, d'autres chercheurs incluant Pierre-Henri Gouyon et Yvon Le Maho (tous deux membres de l'Academia Europaea), ont demandé une approche interdisciplinaire et intégrative de la question en montrant que de ce point de vue, les dangers de la culture d'OGM n'étaient pas négligeables.
Ailleurs dans le monde d'autres scientifiques ont regretté que le débat des OGM ne soit pas un débat scientifique mais un débat politique, faisant appel aux émotions et non aux arguments rationnels. Ainsi, le professeur Marc Van Montagu, chercheur en biologie moléculaire à l'Institute of Plant Biotechnology for Developing Countries (IPBO) et pionnier de la transgénèse a-t-il déclaré que le débat était « centré sur des arguments émotionnels plutôt que sur l'examen des preuves scientifiques ». Il ajoute que les OGM ont souffert de l'image de « nourriture Frankenstein » qui leur a été accolée et considère qu'il n'y a pas d'arguments rationnels contre l'utilisation des OGM dans la production alimentaire.
Par ailleurs, des scientifiques (par exemple Mae Wan Ho (en), Jacques Testart ou Christian Vélot) regrettent la diffusion dans l'environnement d'une technologie, selon eux, encore mal connue, non maitrisée et irréversible. Ils se regroupent parfois pour faire entendre des voix "indépendantes",,.
Selon le professeur de biologie végétale Alain-Michel Boudet (Université Paris-Sud 11/CNRS), « sur les aspects scientifiques et technologiques, et à propos des OGM, le problème réside dans le fait qu’il s’agit souvent d’une confrontation entre des gens qui ont des certitudes et des gens qui, comme souvent les scientifiques, parlent au nom d’une absence de certitudes. »
L'économiste libérale Cécile Philippe de l'Institut économique Molinari juge dans son livre La terre est foutue que « les faucheurs d’OGM menacent le progrès de la science au nom d’une vision conservatrice de l’agriculture ». Selon elle, la lutte anti-OGM et la destruction de parcelles de plantation scientifique nuit à la recherche dans le secteur des biotechnologies, et constitue un handicap pour le développement de firmes de semences. Ce serait particulièrement le cas en France. Cette situation entraîne le risque que les chercheurs français et européens émigrent vers d'autres pays.

### Réflexions sur le débat politique
Les décisions règlementaires des décideurs politiques varient fortement en fonction des pays et des périodes (multiples autorisations en Amérique du Nord ou au Brésil, autorisation de culture en France, puis interdiction en 2008, etc.). Dépassant le cadre scientifique, bon nombre des partisans de la lutte anti-OGM, dont José Bové, soulignent le caractère éminemment politique du choix d'autoriser ou non les cultures OGM. De même, des observateurs politiques pensent que les décisions règlementaires sont parfois prises en fonction de l’opinion de la population. À l'opposé, certains parlementaires ont insisté sur le fait que les partisans des OGM étaient "actionnés" (selon les mots du sénateur Legrand) par les semenciers.
Selon le philosophe français François Ewald et le philosophe français Dominique Lecourt, les pays qui freinent ou bloquent la recherche sur les OGM prennent un retard technologique vis-à-vis des autres pays. Le non-développement des OGM entraîne le risque que les chercheurs, par exemple français et européens, émigrent vers d'autres pays (voir fuite des cerveaux).

## Enjeux juridiques, brevetabilité du vivant
Le développement des OGM a stimulé les débats sur la brevetabilité du vivant, et entraîné une modification progressive du droit.